# Friedrich Mielke
Friedrich Mielke (né le 20 septembre 1921 à Neuneck et mort le 30 septembre 2018 à Konstein) est un conservateur de monuments et professeur d'université allemand dont la spécialité est la recherche sur les escaliers (scalalogie).

## Biographie

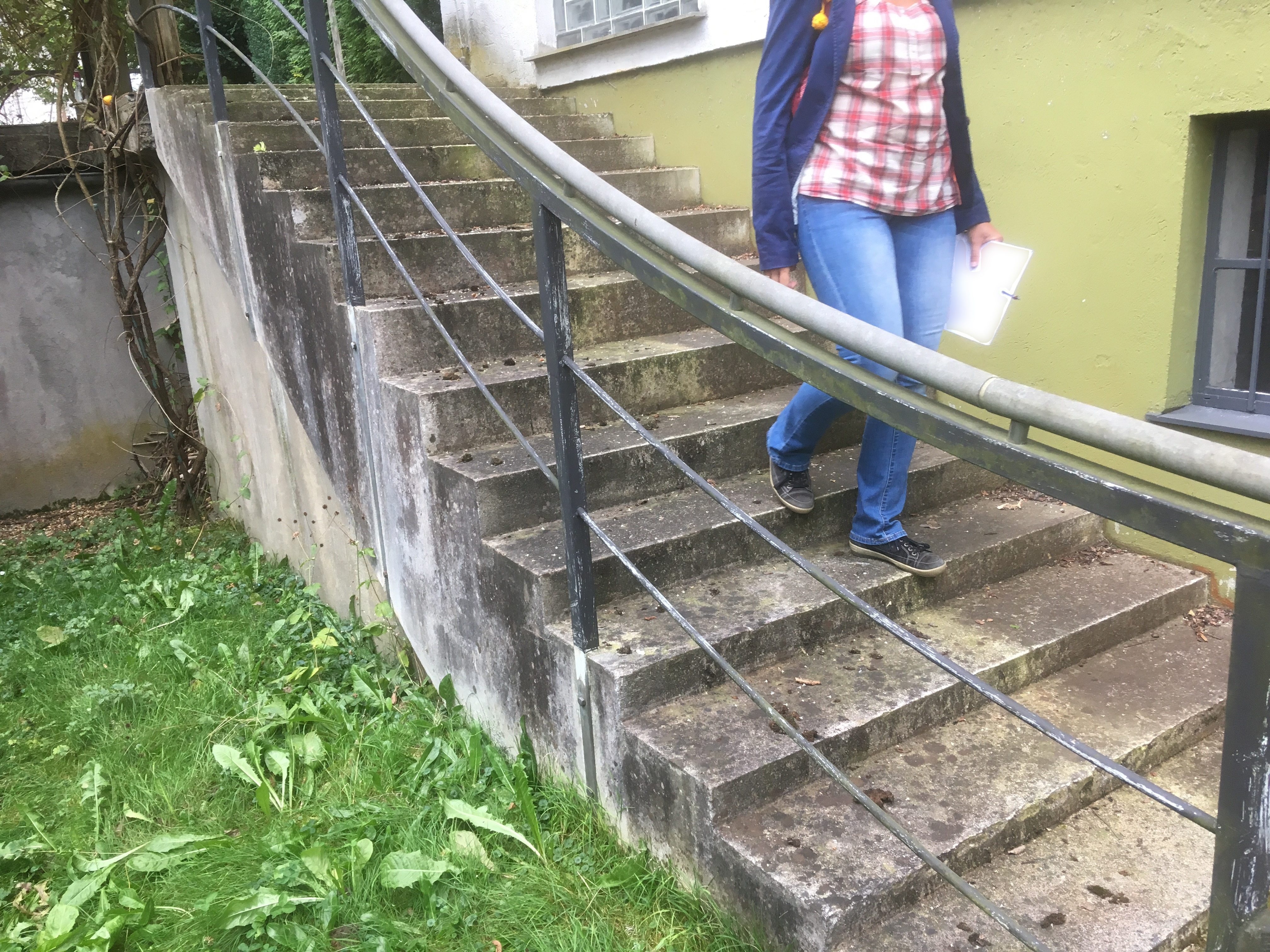
Inspection d'une variante de l' escalier Laurin construit par Friedrich Mielke à Konstein en 1991

Friedrich Mielke est le fils du maître d'œuvre Friedrich Mielke (né le 26 juillet 1887 et mort le 2 novembre 1960) de Lübtheen (Mecklembourg) et son épouse Marie, née Kiecksee (née le 26 juin 1901 et morte le 22 juin 1969) de Zapel (Mecklembourg).
Le 24 décembre 1945, Mielke se marie avec Ilse Juliane, née Österwind.
Mielke étudie l'architecture. Il est actif dans la préservation des monuments depuis 1949, d'abord à Schwerin puis à Potsdam. En 1957, il reçoit son doctorat. En 1958, il quitte la RDA. Après son habilitation en 1959 à l'Université technique de Berlin, il y enseigne de 1969 à 1980 comme professeur dans le domaine de la préservation des monuments.
Mielke est considéré comme le fondateur de la recherche sur les escaliers historiques (scalalogie). En 1980, il fonde le bureau privé pour la recherche sur les escaliers à Konstein (Haute-Bavière), en 1985 la Société pour la recherche sur les escaliers ; En 2012, l'université technique ouest-bavaroise de Ratisbonne (de) reprend le centre de travail en tant qu'Institut Friedrich-Mielke de scalalogie. Mielke est sénateur honoraire de l'OTH Ratisbonne.
Mielke est membre de la Société Koldewey (de) (1960), membre correspondant de la Compagnie des Architectes en Chef des Monuments Historiques en France (1966) et membre à part entière de l'Académie allemande d'aménagement urbain et régional (de) (1972). En 1973, Mielke fonde le groupe de travail des chargés de cours pour la préservation des monuments en République fédérale d'Allemagne (depuis 1976 groupe de travail théorie et enseignement de la préservation des monuments). À partir de 1974, il est membre du comité de rédaction du magazine "Die Alte Stadt". Il est membre du Comité national allemand pour la protection des monuments (de) (à partir de 1975) et du conseil consultatif scientifique de l'Association allemande des châteaux (de).

## Honneur
Friedrich Mielke est nommé citoyen d'honneur de la ville de Potsdam en 1991 en raison de ses mérites dans la préservation de l'architecture historique de Potsdam.

## Publications (sélection)
comme auteur :
- Die Treppe des Potsdamer Bürgerhauses im 18. Jahrhundert. Dissertation, Dresden 1957.
- Das Holländische Viertel in Potsdam. Gebr. Mann, Berlin 1960 (zugl. Habilitationsschrift, TU Berlin 1959).
- Potsdam wie es war. Rembrandt-Verlag, Berlin 1963 (zusammen mit Max Baur).
- Die Geschichte der Deutschen Treppen. Verlag Ernst, Berlin 1966.
- Das Bürgerhaus in Potsdam. Wasmuth, Tübingen 1972. 2 Bände, Text- und Bildteil,  (ISBN 3-8030-0016-5);  (ISBN 3-8030-0017-3).
- Die Zukunft der Vergangenheit. DVA, Stuttgart 1975,  (ISBN 3-421-02456-1).
- Das Berliner Denkmal für Friedrich den Großen. Die Entwürfe als Spiegelung des preußischen Selbstverständnisses. DVA, Stuttgart 1976,  (ISBN 3-549-06619-8).
- Scale ad Ercolano. 1976.
- Potsdamer Baukunst. Das klassische Potsdam. 2. Auflage. Propyläen-Verlag, Berlin 1998,  (ISBN 3-549-05668-0).
- mit Josef Lidl: Treppen. Zwischen Tauber, Rezat und Altmühl. Keller Verlag, Treuchtlingen 1985,  (ISBN 3-924828-03-2).
- Les escaliers allemands de la fin du Moyen Age et de la Renaissance. In: L’escalier dans l’architecture de la renaissance. Actes du colloque tenu à Tours du 22 au 26 mai 1979. Picard, Paris 1985,  (ISBN 2-7084-0129-7), S. 189–206.
- mit Jolanta Stranzenbach, Stanisław Klimek (de): Treppen in Breslau. Arbeitsstelle für Treppenforschung, Konstein 1990.
- Handbuch der Treppenkunde. Edition Schäfer, Hannover 1993,  (ISBN 3-88746-312-9).
- Handläufe und Geländer. Verlag Vögel, Stamsried 2003,  (ISBN 3-89650-171-2).
- Wider das Zerstören und Vergessen. Das Potsdamer Stadtschloss in den Schriften von Friedrich Mielke. Hrsg. von Norbert Blumert und Klaus Wunder, Knotenpunkt Verlag, Potsdam 2015,  (ISBN 978-3-939090-12-0).

comme éditeur :
- Scalalogia. Schriften zur internationalen Treppenforschung. Hrsg. von der Gesellschaft für Treppenforschung, 20 Bände, 1985–2011.

## Domaine
Le domaine de Friedrich Mielke est situé dans les archives d'État secrètes du patrimoine culturel prussien (de).